# Luigi Guglielmo II Moncada
Luigi Guglielmo Moncada Branciforte, duca di San Giovanni (1670 ca. – Palermo, 24 febbraio 1743), è stato un nobile italiano del XVIII secolo.

## Biografia
Unico figlio di Ferdinando, VI duca di San Giovanni, e di Giovanna Branciforte Moncada dei duchi di San Giovanni e conti di Cammarata, dopo la morte di quest'ultima, l'11 settembre 1680, ricevette in eredità i predetti titoli assunti dal padre. Ereditò anche il titolo allodiale di Principe di Collereale dallo zio paterno Giuseppe, morto senza eredi - di cui era stato investito nel 1710 dal re Filippo V di Spagna - che vendette nel 1717 a Giovanni Minutoli Bonfiglio, barone di Callari.
Contrasse un primo precoce matrimonio nel 1685, nel quadro di una doppia pattuizione nuziale che vide suo padre vedovo e lui prendere in spose le giovanissime cugine del primo, Margherita e Beatrice Pio di Savoia. Le due spose erano figlie della nobildonna di origine ispano-portoghese, Giovanna de Moura, figlia di Marianna Moncada della Cerda, a sua volta sorella del padre di Ferdinando, Ignazio. In occasione delle celebrazioni nuziali, tenutesi a Vienna dove si trovavano le ragazze, venne anche pubblicata un'ode epitalamica del letterato Girolamo Branchi, con annesse «Annotazione historiche della famiglia Moncada». Si trattò di due infelici unioni forzate che videro la quattordicenne Beatrice morire a distanza soltanto di un anno, dopo aver strappato alla madre l'impegno a far annullare i due matrimoni. L'unione tra Ferdinando e Margherita fu in effetti annullata dal Patriarca di Venezia nel 1688, in quanto contratta «per vim et metum» (cioè per forza di timore, con violenza morale).
Sposò in seconde nozze Giovanna Ventimiglia Pignatelli, figlia di Francesco Rodrigo, principe di Castelbuono e marchese di Geraci, da cui ebbe tre figli, ed ottenne anche l'acquisizione di cinque titoli (baronia delle Foreste di Troina, baronia di Buonalbergo, signoria delle terre di Rapisi, Gauteri e Baruni). In terze nozze sposò Giovanna Beccadelli di Bologna Reggio, figlia di Giuseppe, principe di Camporeale.
Nel 1713, alla morte del cugino Ferdinando Moncada Aragona, VI principe di Paternò, il Duca di San Giovanni promosse una lite giudiziaria contro la sua unica figlia Caterina, erede di tutti i titoli e feudi di famiglia, sposata con Giuseppe Alvarez de Toledo, duca di Ferrandina e marchese di Villafranca. Le ragioni del ricorso si poggiavano sul fidecommisso agnatizio mascolino emanato nel 1500 da Giovanni Tommaso Moncada, conte di Adernò, che stabiliva la successione dei titoli e dei feudi all'interno della famiglia Moncada solo in linea maschile. La vertenza si concluse nel 1752, con l'assegnazione del Principato di Paternò e degli altri feudi e titoli connessi ai discendenti.
Fu governatore della Compagnia dei Bianchi di Palermo nel 1701, Grande di Spagna dal 1713 e Gentiluomo di Camera del re di Sicilia nel 1735.)

### Matrimoni e discendenza
Luigi Guglielmo Moncada Branciforte, VII duca di San Giovanni, dalla sua unione con Giovanna Ventimiglia Pignatelli ebbe i seguenti figli:
- Caterina (* † 1693)
- Ferdinando (1694-1726), che sposò Agata Branciforte Ventimiglia, figlia di Niccolò Placido, principe di Butera, da cui non ebbe discendenza;
- Francesco Rodrigo, VIII principe di Paternò (1696-1763), che sposò Giuseppa Ruffo Migliorino, figlia di Giuseppe, principe della Scaletta, da cui ebbe sei figli.[8]

L'unione con Giovanna Beccadelli di Bologna e Reggio non gli diede discendenti, come ovviamente il matrimonio giovanile con Beatrice Pio di Savoia.